# Hôtel Haincque
L'hôtel Haincque est un hôtel particulier situé à Loches. Le monument fait l’objet d’une inscription au titre des monuments historiques depuis le 4 juin 1993.

## Historique
L'hôtel, situé au 12 rue du Château.
Il est constitué de trois corps de bâtiment, en fer à cheval autour d'une cour donnant sur la rue. La partie centrale fait apparaître des éléments Renaissance, les deux ailes datant quant à elles du début du XVIIIe siècle. Propriété de la famille Haincque de Puygibault, Adrien Pierre Marie Haincque en hérite à la fin du XVIIIe siècle. Ses descendants le vendent à un Anglais, William Schaw, en 1825.
L'hôtel est intégré dans la Maison de la Chancellerie.